# Microcorsini
De Microcorsini zijn een tribus van vlinders uit de onderfamilie Olethreutinae van de familie bladrollers (Tortricidae).

## Geslachten
- Cryptaspasma Walsingham, 1900
  - = Microcorses Walsingham, 1900